# Хайнрих VIII (Хенеберг-Шлойзинген)
Вижте пояснителната страница за други личности с името Хайнрих VIII.
Хайнрих VIII (VI) фон Хенеберг (на немски: Heinrich VIII (VI) von Henneberg; * ок. 1288; † 10 септември 1347) от род Хенеберги е граф на Хенеберг-Шлойзинген.

## Произход
Той е син на граф Бертхолд VII фон Хенеберг (1272 – 1340) и първата му съпруга Аделхайд фон Хесен (1268 – 1315), дъщеря на ландграф Хайнрих I († 1308) и първата му съпруга Аделхайд фон Брауншвайг-Люнебург († 1274). 
След смъртта му е наследен от по-малкия му брат Йохан I.

## Фамилия
Хайнрих VIII се жени ок. 1317/1319 г. за Юта (Юдит) фон Бранденбург-Залцведел (* ок. 1300; † 1 февруари 1353), дъщеря на маркграф Херман III фон Бранденбург († 1308) и Анна Австрийска († 1327), дъщеря на римско-немския крал Албрехт I. Тя е наследничка на Кобург и новото господство Хенеберг. Те имат четири дъщери.
- Елизабет фон Хенеберг (* 1319; † 23 март 1384), омъжена на 17 септември 1342 г. за граф Еберхард II фон Вюртемберг (1315 – 1392), син на граф Улрих III фон Вюртемберг
- Катарина фон Хенеберг (* ок. 1340; † 1397), омъжена 1346 г. за маркграф Фридрих III фон Майсен (1332 – 1381)
- Анна фон Хенеберг-Шлойзинген (* ок. 1345; † 1363)
- София фон Хенеберг († 5 май 1372), омъжена 1348 г. за Албрехт Красивия, бургграф фон Нюрнберг (1319 – 1361), син на Фридрих IV бургграф на Нюрнберг